# Wilfried Fitzenreiter

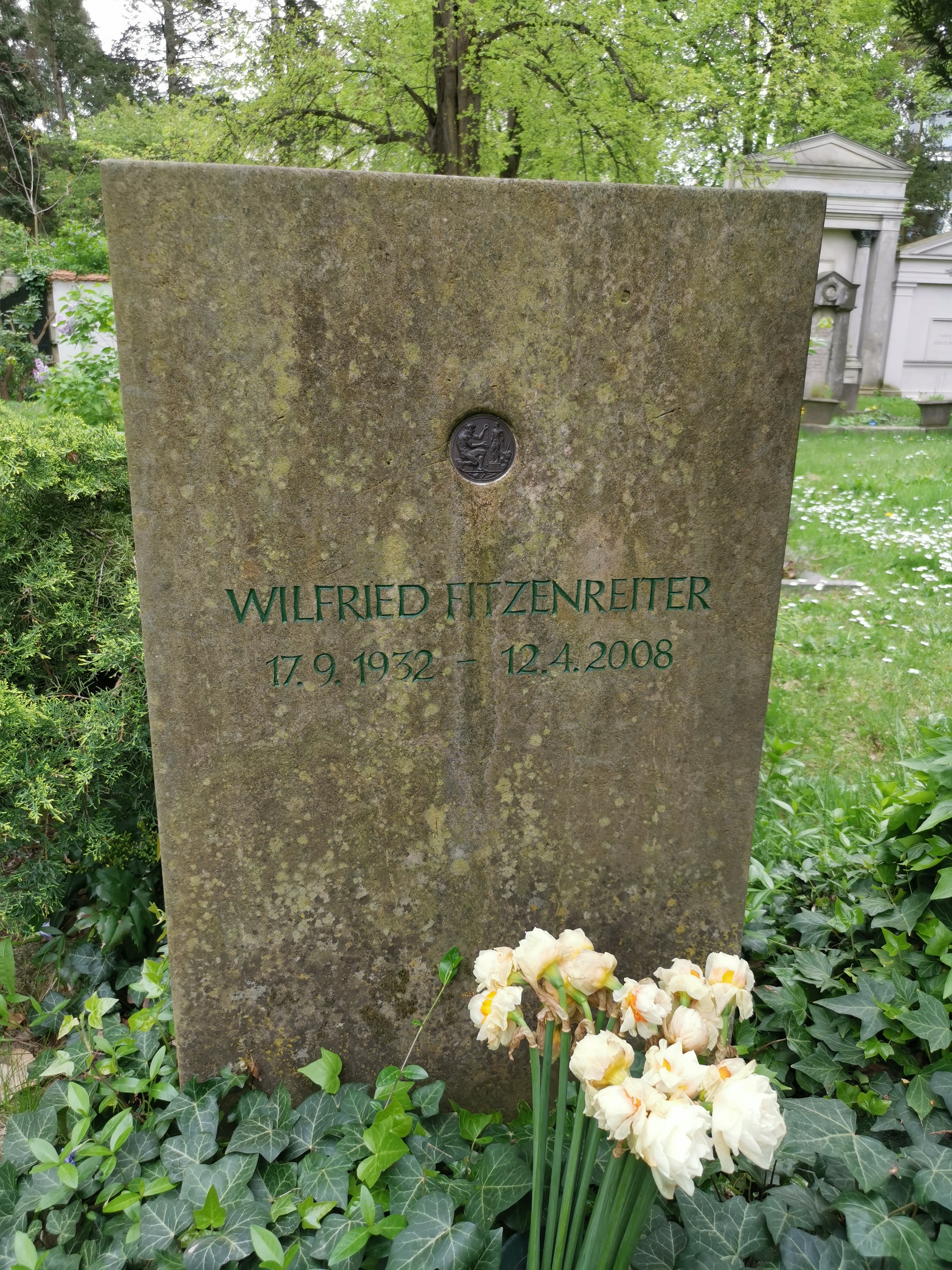
Grab auf dem Friedhof II der Französisch-Reformierten Gemeinde in Berlin-Mitte

Wilfried Fitzenreiter (* 17. September 1932 in Salza (Harz); † 12. April 2008 in Berlin) war ein deutscher Bildhauer und Medailleur.

## Leben
Nach dem Abitur absolvierte Fitzenreiter von 1951 bis 1952 in Halle eine Steinmetzlehre. Von 1952 bis 1958 studierte er Bildhauerei am Institut für künstlerische Werkgestaltung in Halle bei Gustav Weidanz und Gerhard Lichtenfeld. Anschließend war er bis 1961 Meisterschüler an der Deutschen Akademie der Künste zu Berlin bei Heinrich Drake. Seitdem arbeitete er freischaffend in Berlin im Prenzlauer Berg.
Er war Mitglied der Künstlerischen Produktionsgenossenschaft Neue Form (KPG) in Seidewinkel, die Auftragsarbeiten insbesondere für den öffentlichen Raum und für repräsentative Objekte machte. Sein Werk umfasst Plastiken, Münzen, Medaillen, Zeichnungen und Gemmen.
Ab 1975 hatte er einen Lehrauftrag an der Kunsthochschule Berlin-Weißensee. Fitzenreiter war Mitglied der FIDEM, der Deutschen Gesellschaft für Medaillenkunst und gehörte zum Kreis Berliner Medailleure. Er hatte in der DDR und im Ausland eine bedeutende Zahl von Einzelausstellungen und Ausstellungsbeteiligungen, u. a. von 1962 bis 1988 an allen Deutschen Kunstausstellungen bzw. Kunstausstellungen der DDR in Dresden.

## Werke

### Freiplastiken
- 1959: Knabengruppe für Brunnen Wandlitz, Bernau, Skulpturensammlung der Waldsiedlung[3]
- 1960: Max Reinhardt, Schumannstraße, Berlin (vor dem Deutschen Theater)
- 1967: Schwimmerin, Halle-Neustadt
- 1968: Eid des Hippokrates, Lausitzer Seenland Klinikum, Hoyerswerda[4]
- 1972: Stehender Junge, Lennépark Frankfurt (Oder)
- 1973: Knabenakt, Asklepios Klinikum Uckermark, Schwedt/Oder
- 1975: Spielende, Rudolfplatz, Berlin
- 1976/79 Das Urteil des Paris, Brühl-Boulevard, Chemnitz
- 1979: Liebespaar, Strandpromenade Warnemünde
- 1984: Badenixe, Kulturpark am Tollensesee, Neubrandenburg
- 1988: Drei Mädchen und ein Knabe, CityQuartier DomAquarée, Berlin (ursprünglich zwischen 1977 und 1979 als Gruppe Rücken an Rücken inmitten eines sprudelnden Brunnens zwischen Karl-Liebknecht-Straße und Palasthotel auf dem Gehsteig frei zugänglich angelegt)
- 1991: Karl-May-Denkmal, Ernstthaler Markt, Hohenstein-Ernstthal

### Kleinplastiken (Auswahl)
- Friedensfahrtsieger (Bronze; 25 × 20 × 10 cm; im Bestand der Berlinischen Galerie)

### Galerie

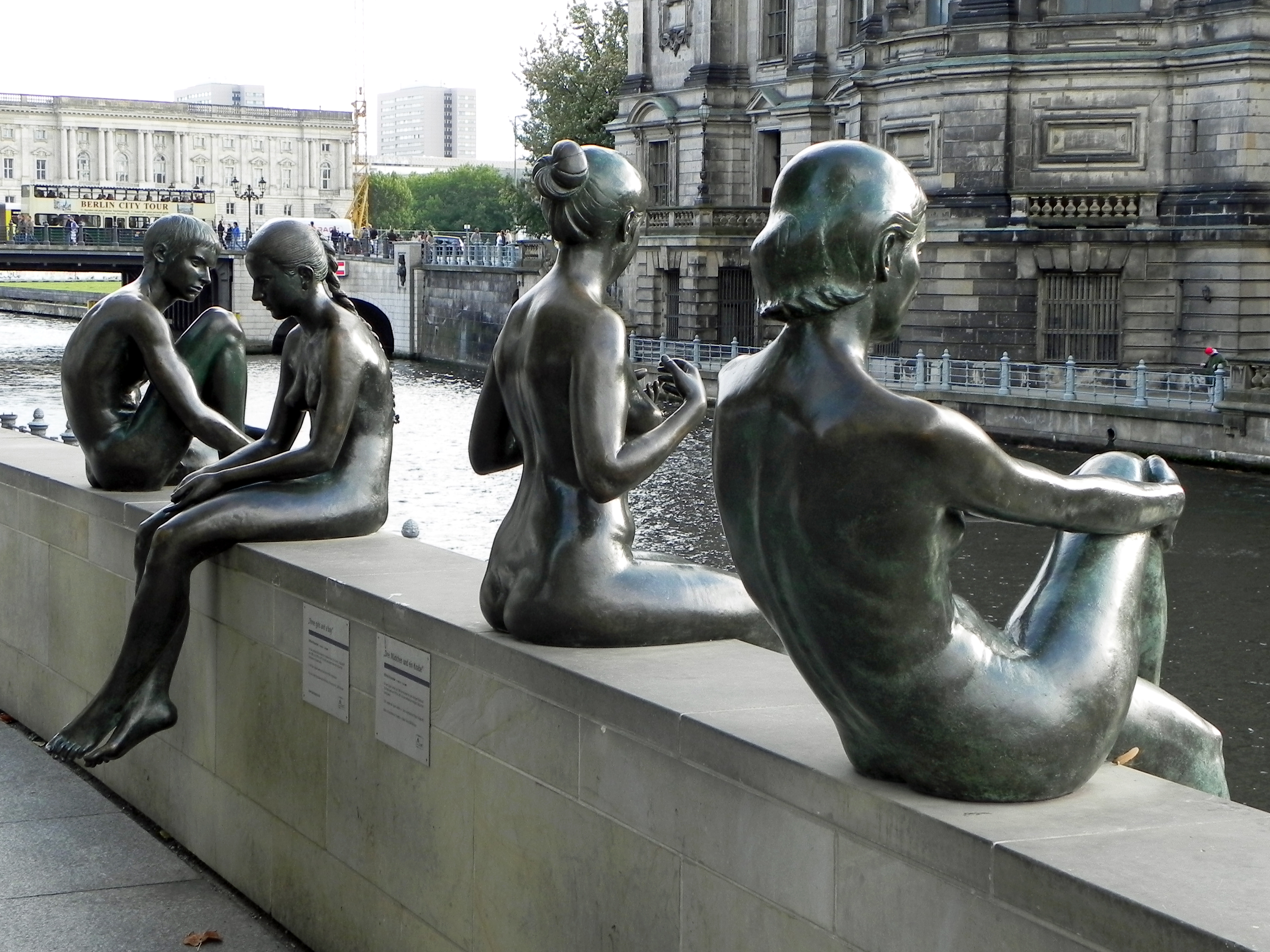
„Drei Mädchen und ein Knabe“ Berlin
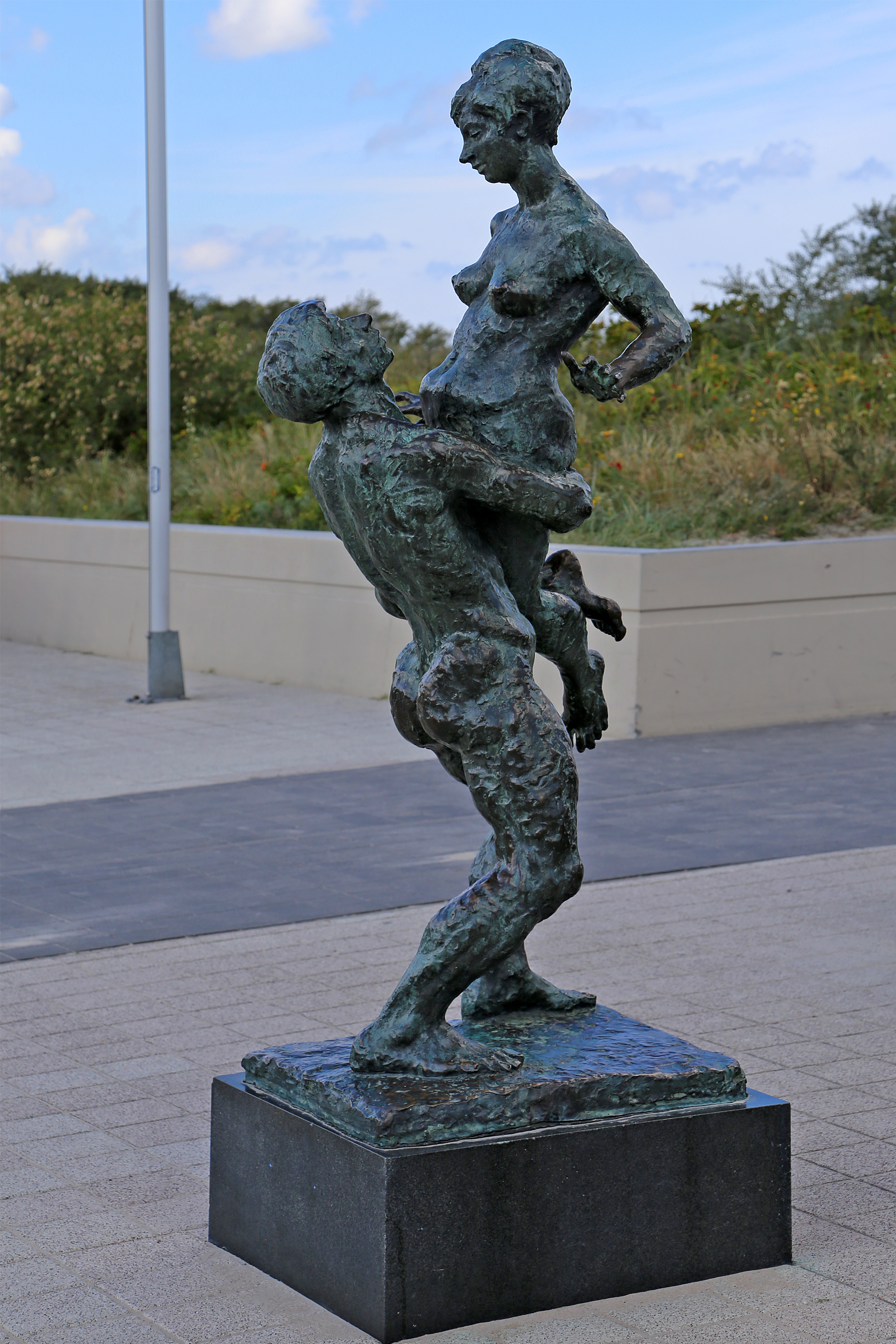
Liebespaar Rostock-Warnemünde
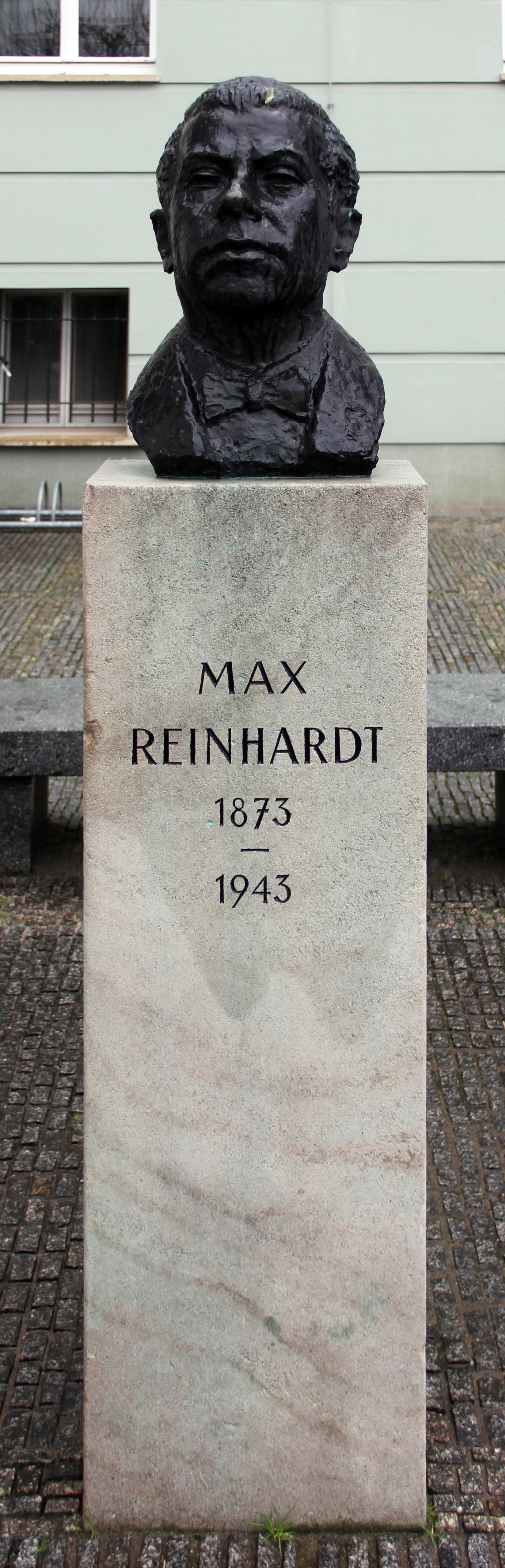
Max Reinhardt Berlin
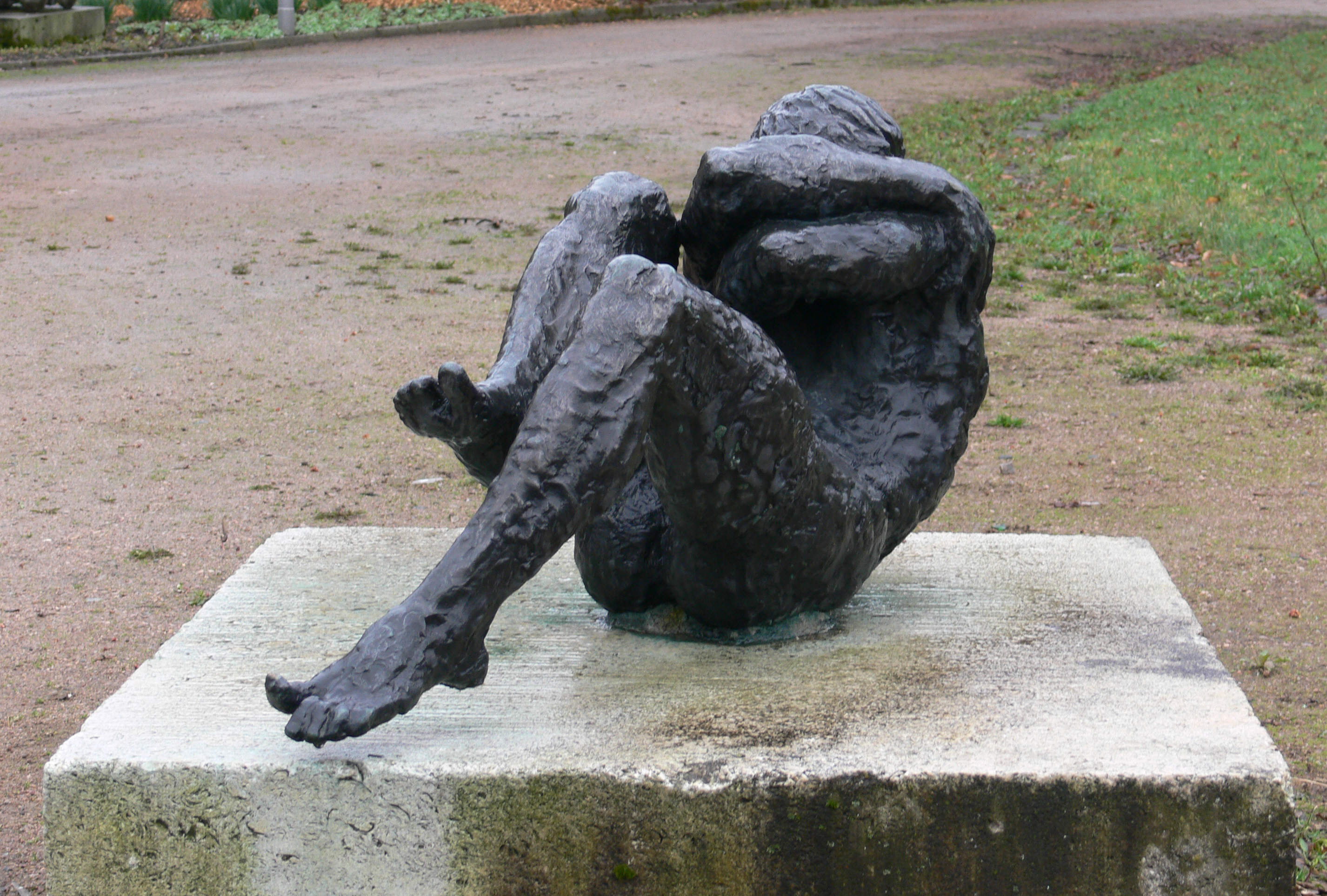
Geschlagener Chemnitz
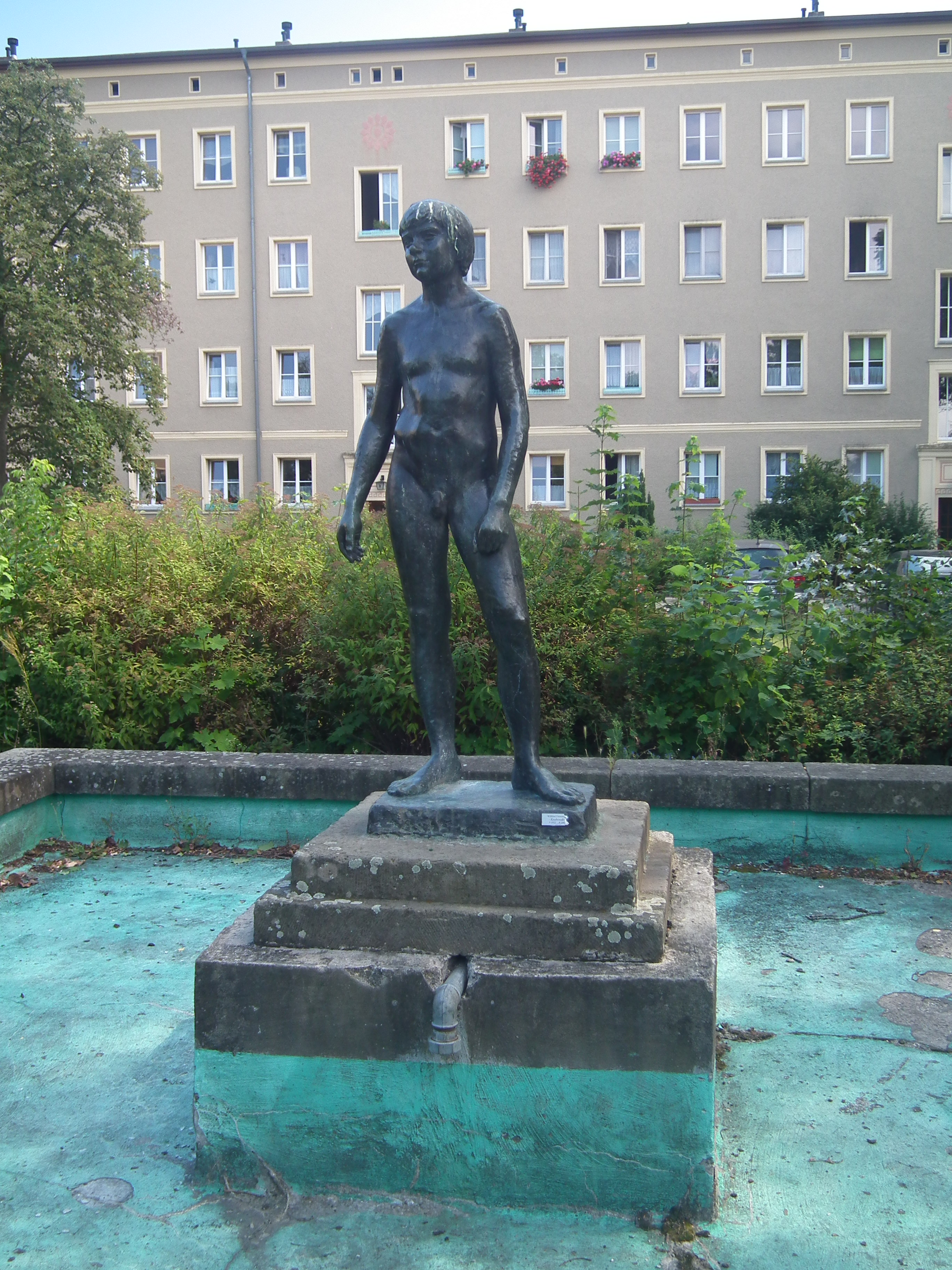
Knabenakt Eisenhüttenstadt
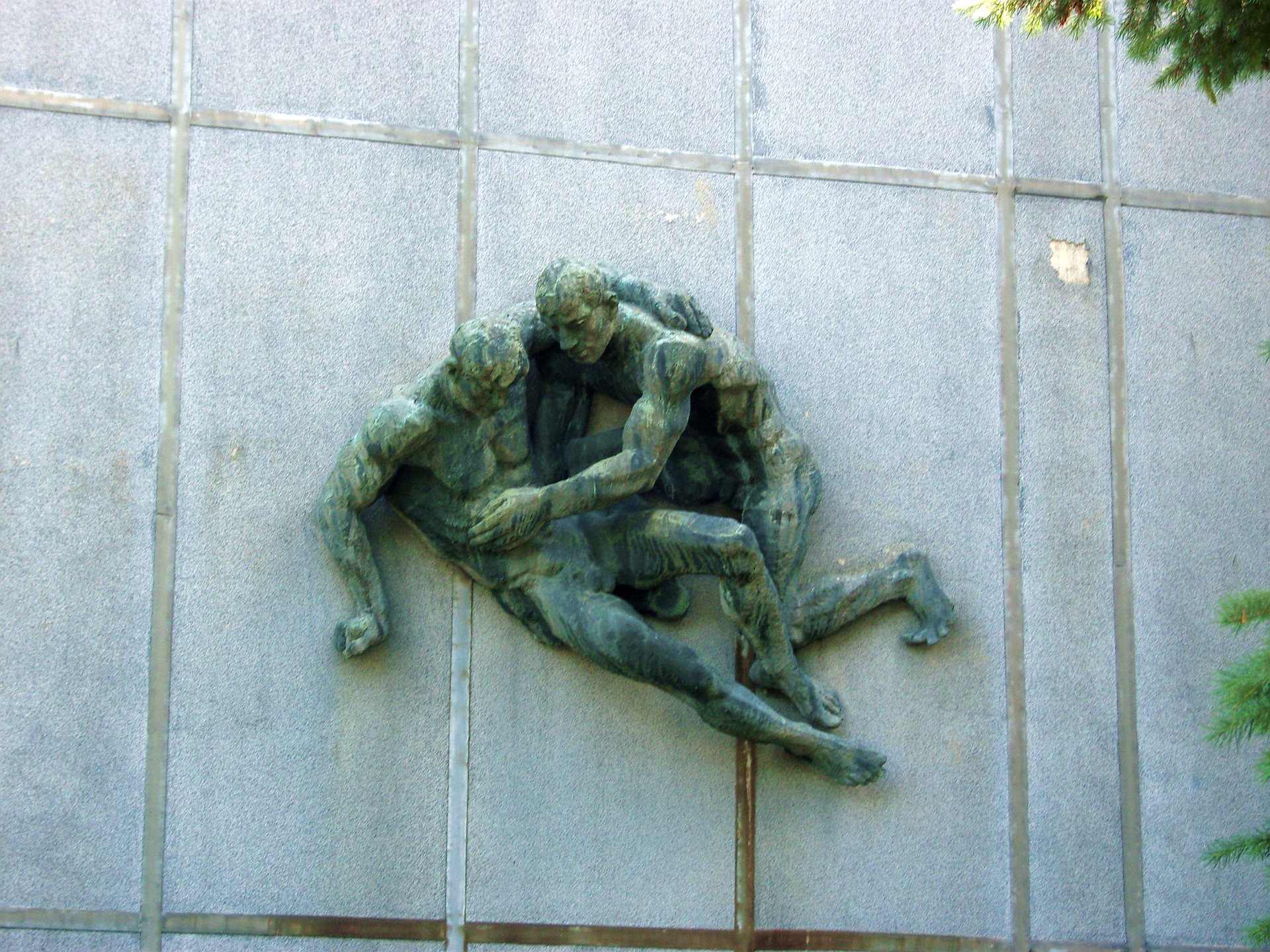
Eid des Hippokrates Hoyerswerda
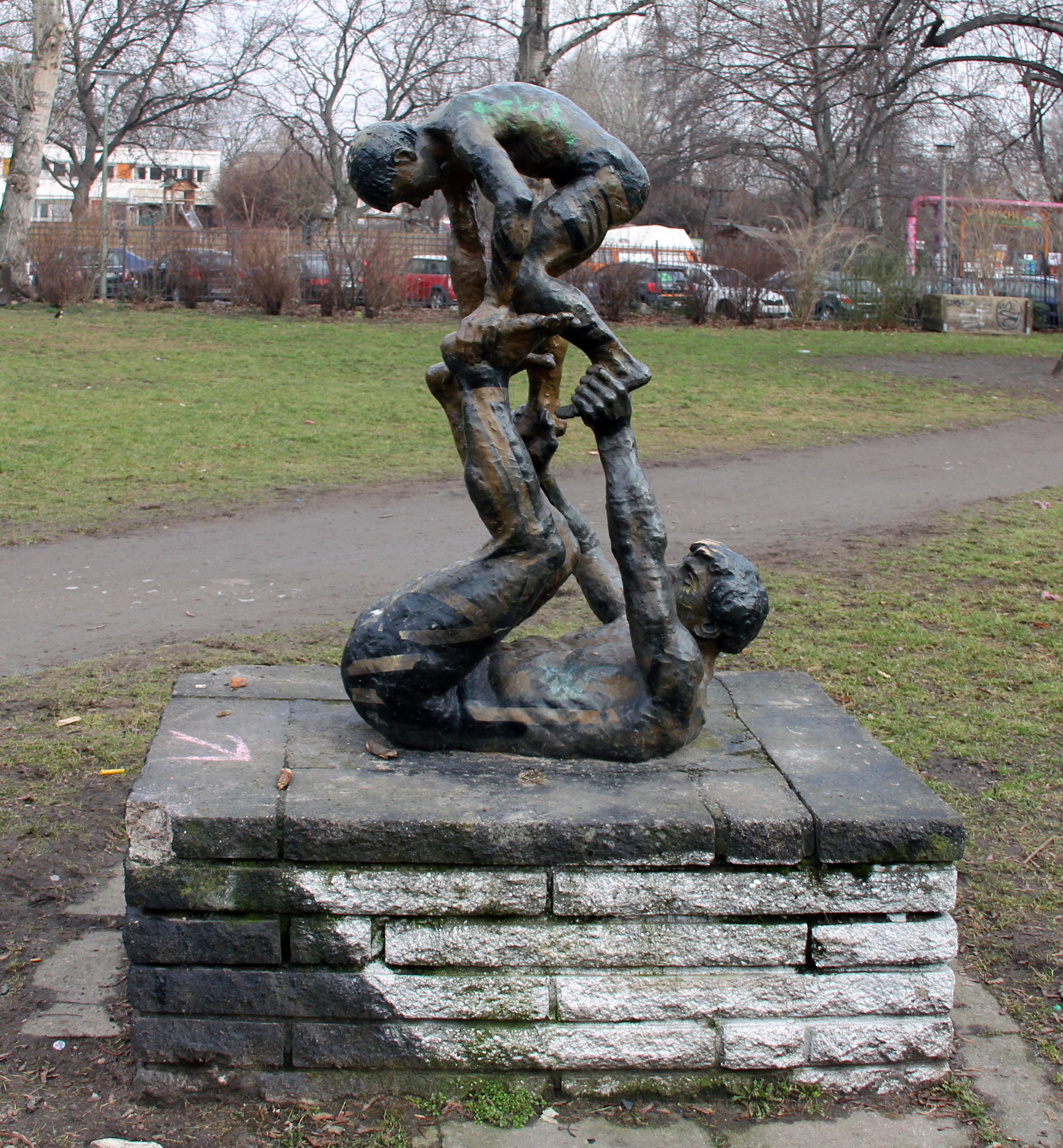
Spielende Berlin

### Münzen
- In der DDR wurden 17 Gedenkmünzen nach Entwürfen von Wilfried Fitzenreiter ausgeführt. Die Modelle entstanden in Zusammenarbeit mit den Graphikern Axel Bertram (14) und Heinz Rodewald (3).
- 1969: Johann Wolfgang von Goethe, DDR-Gedenkmünze zu 20 Mark
- 1979: Albert Einstein, DDR-Gedenkmünze zu 5 Mark

### Medaillen und Plaketten
Das Werkverzeichnis umfasst etwa 500 Medaillen und Plaketten (siehe unter „Literatur“; Stand: 2008). Darunter befinden sich
- 1974: Medaille Ludwig Justi
- 1979: Medaille der Humboldt-Universität zur 4. Welt Sanskrit Konferenz in Weimar
- 1981: Hans-Grundig-Medaille[5]
- 1987: Bronzeplakette für den Georg-Philipp-Telemann-Preis
- 1998: Louise-Schroeder-Medaille[6]

## Auszeichnungen
- 1959: Gold- und Silbermedaille auf der Internationalen Ausstellung junger Künstler in Wien
- 1964: Will-Lammert-Preis der Akademie der Künste
- 1965: Kunstpreis des DTSB
- 1979: Käthe-Kollwitz-Preis der Akademie der Künste
- 1981: Nationalpreis
- 2007: Hilde-Broër-Preis